# طيهوج قوقازي
طهيوج قوقازي (الاسم العلمي: Lyrurus mlokosiewiczi) هو نوع من فصيلة تدرجية، موطنه في جنوب شرق أوروبا والمناطق المجاورة 
يكون الديك أي الذكر أكبر من الدجاجة أي الأنثى، وقياسه بين 50-55 سم بالمقارنة مع طول الانثى من 37-42 سم. والديك مميز جدا مع ريشه الأسود، في حين يكون لون الأنثى رمادي داكن.